# Дубна (річка)

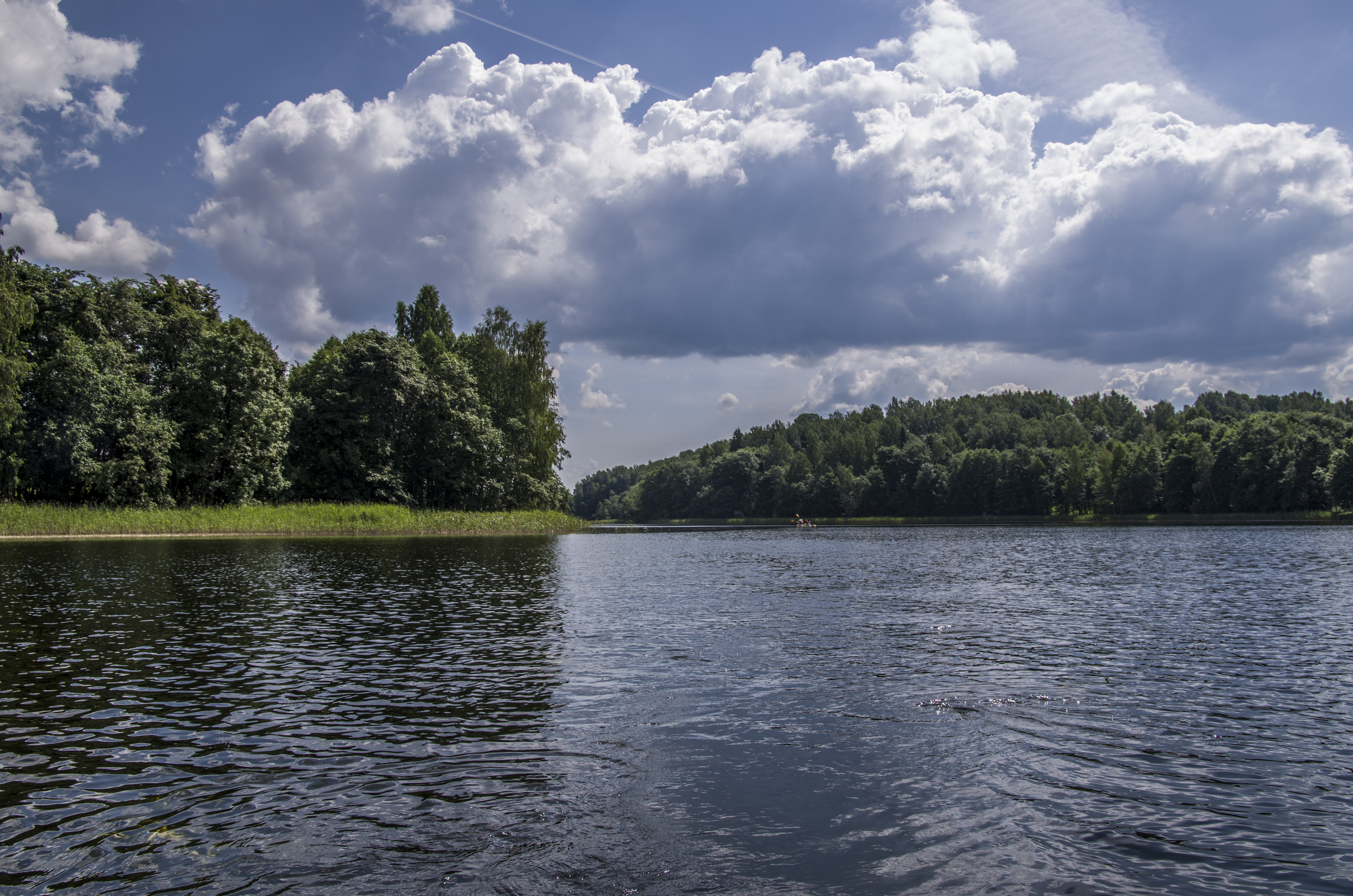
Озеро Кармін

Дубна (латис. Dubna) — річка в Латвії, в історичному регіоні Латгалії, права притока Західної Двіни, протікає через колишні Краславський, Даугавпілський і Прейльський райони. Довжина річки — 105 км, площа басейну — 2785 км.

## Опис
Випливає з глибоководного озера Кармін в Аулійській парафії Краславського району, тече на захід і впадає у річку Даугаву в місті Лівани. Річка послідовно протікає через ряд озер: Кармін (витік), Саків, Анісімова, Вишка, Лукнас. У верхній течії, до озера Лукнас, річка протікає в гористій місцевості. Тут течія річки швидка, дно кам'янисте, береги високі та обривисті. У нижній течії річка спокійна, береги пологі.
Вона протікає через міста Шпогі, Вецварква та Рожупе. Впадає в Даугаву біля міста Лівани. Найбільша притока — Фейманка (72 км), яку Дубна приймає справа. На додаток до неї — Оша (62 км), Колупе  (32 км) і Яша  (28 км).

## ГЕС на річці Дубна

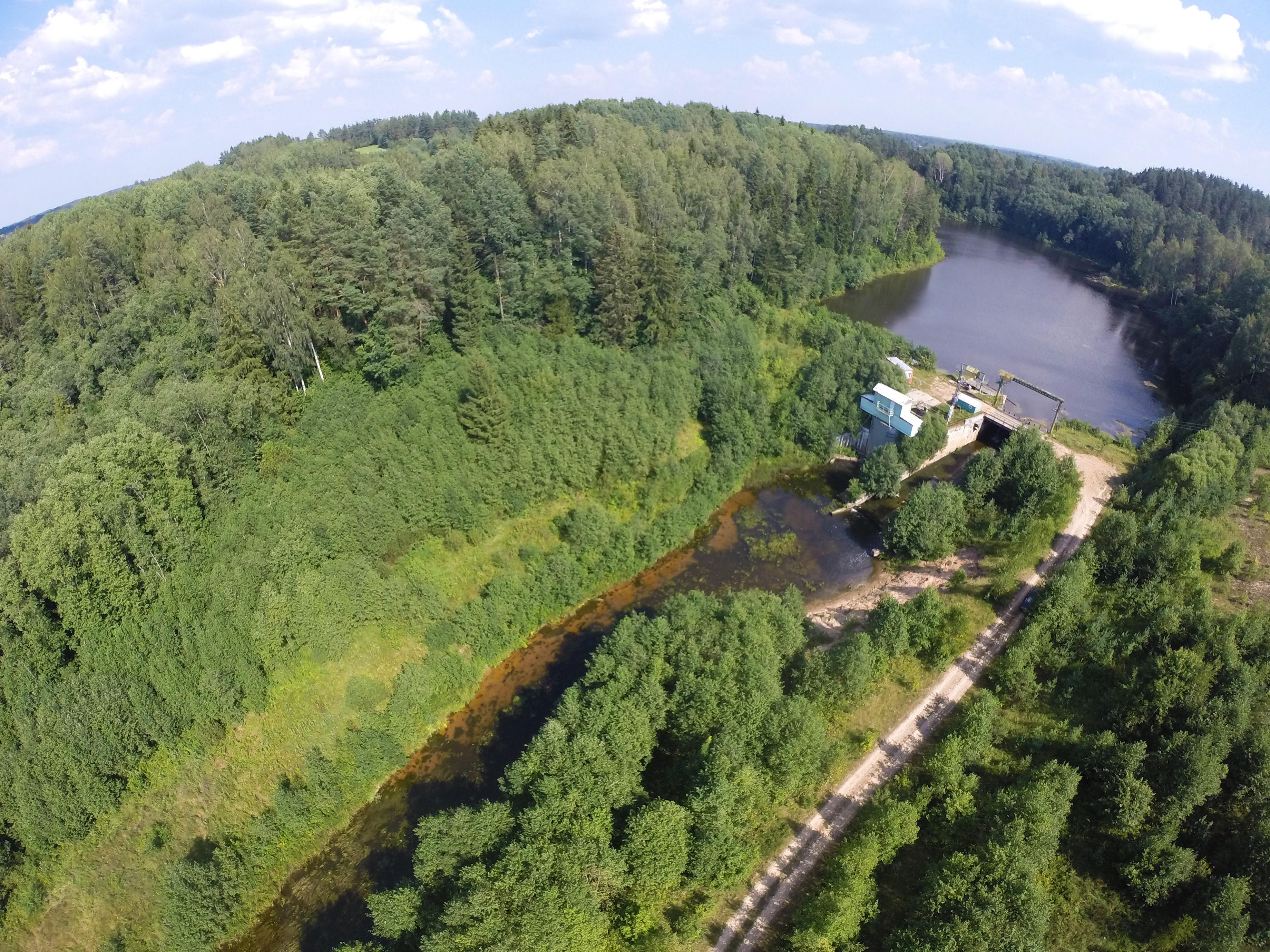
ГЕС на річці Дубна з пташиного польоту
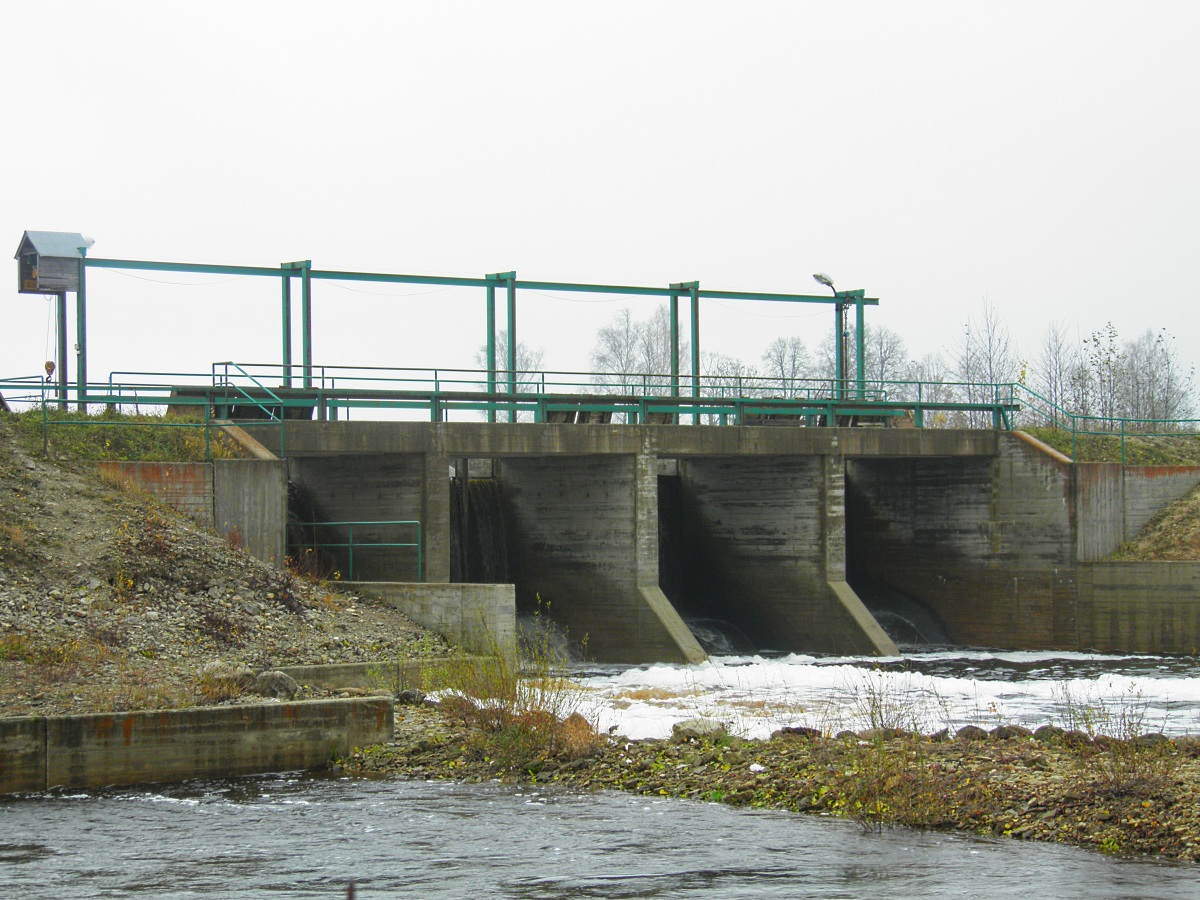
ГЕС на річці Дубна

## Галерея

Річка Дубна
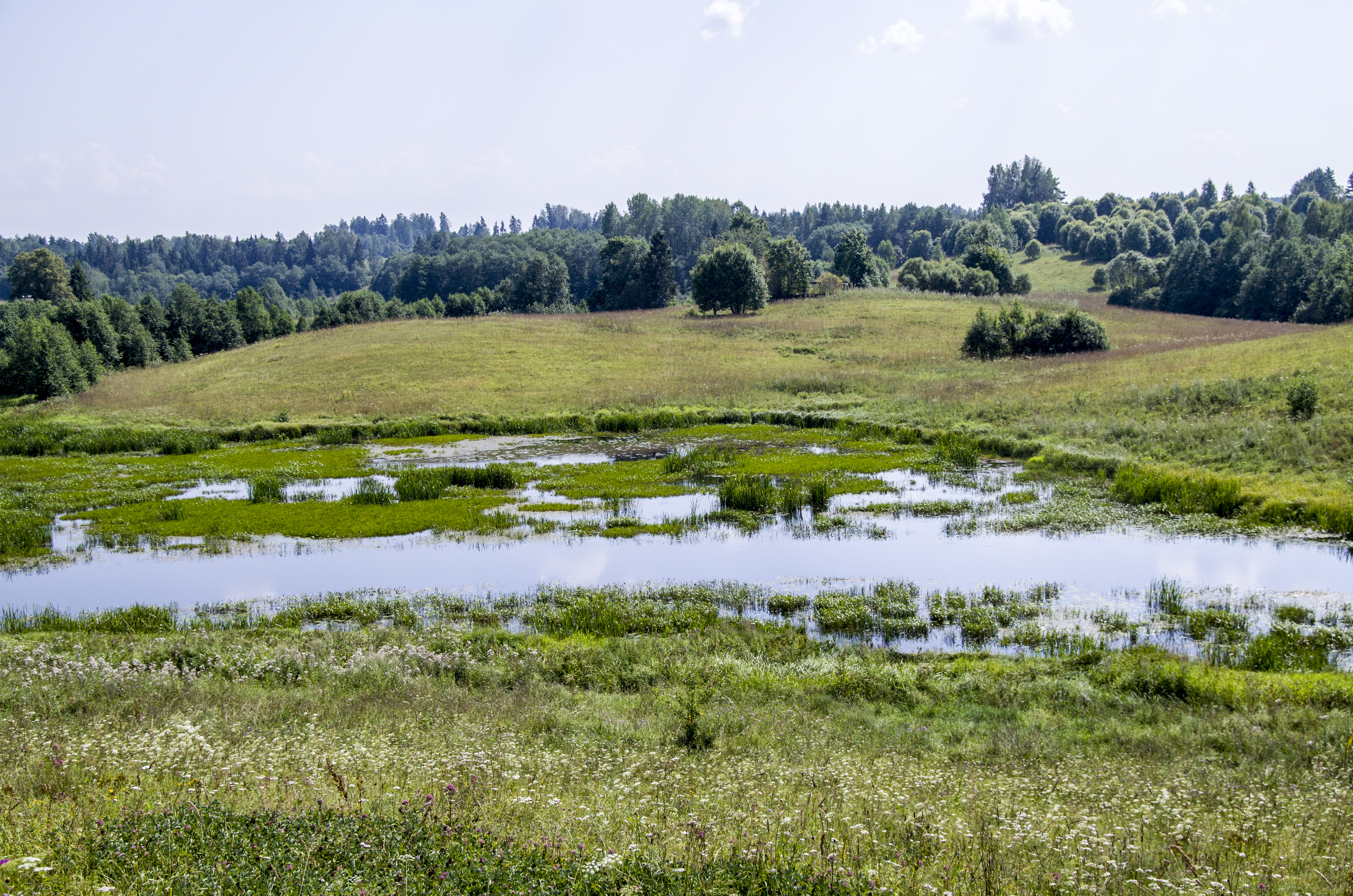
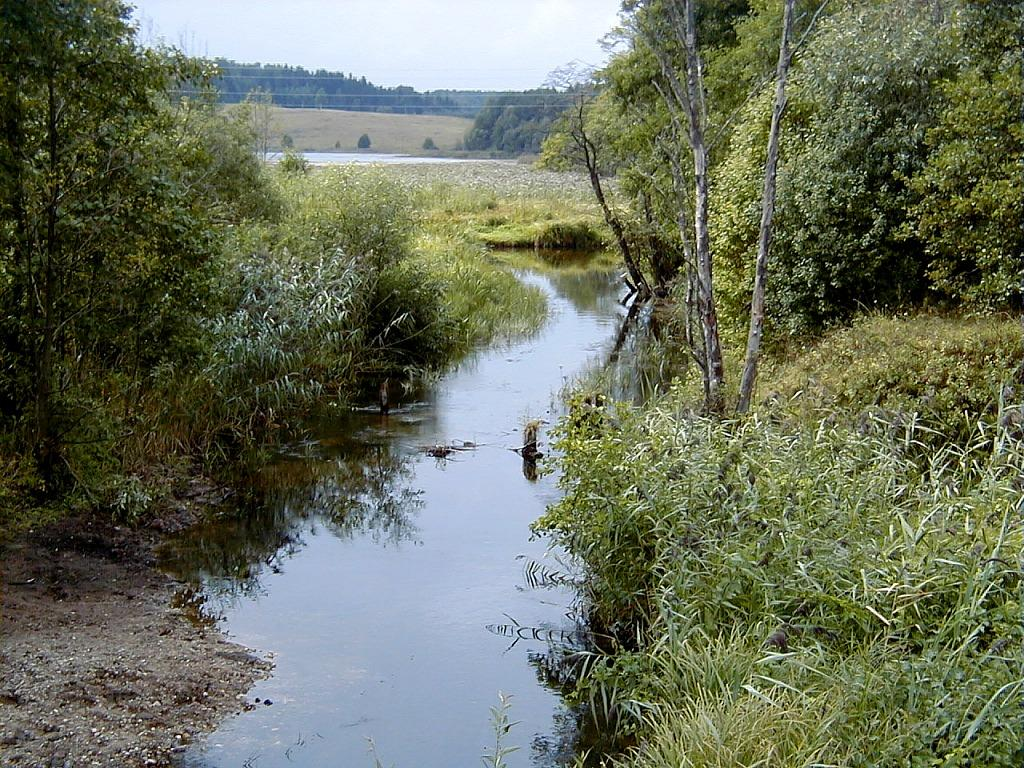
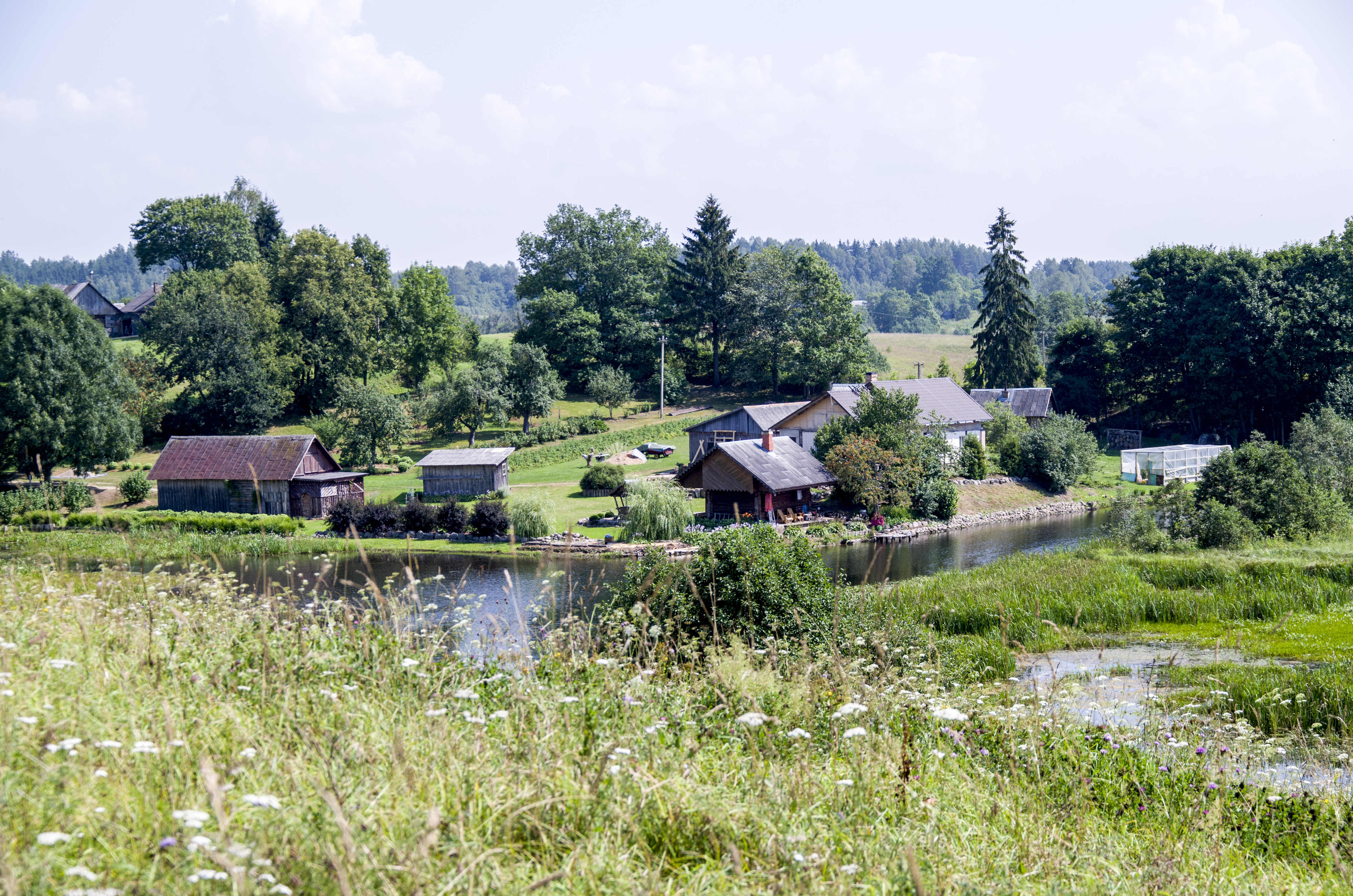
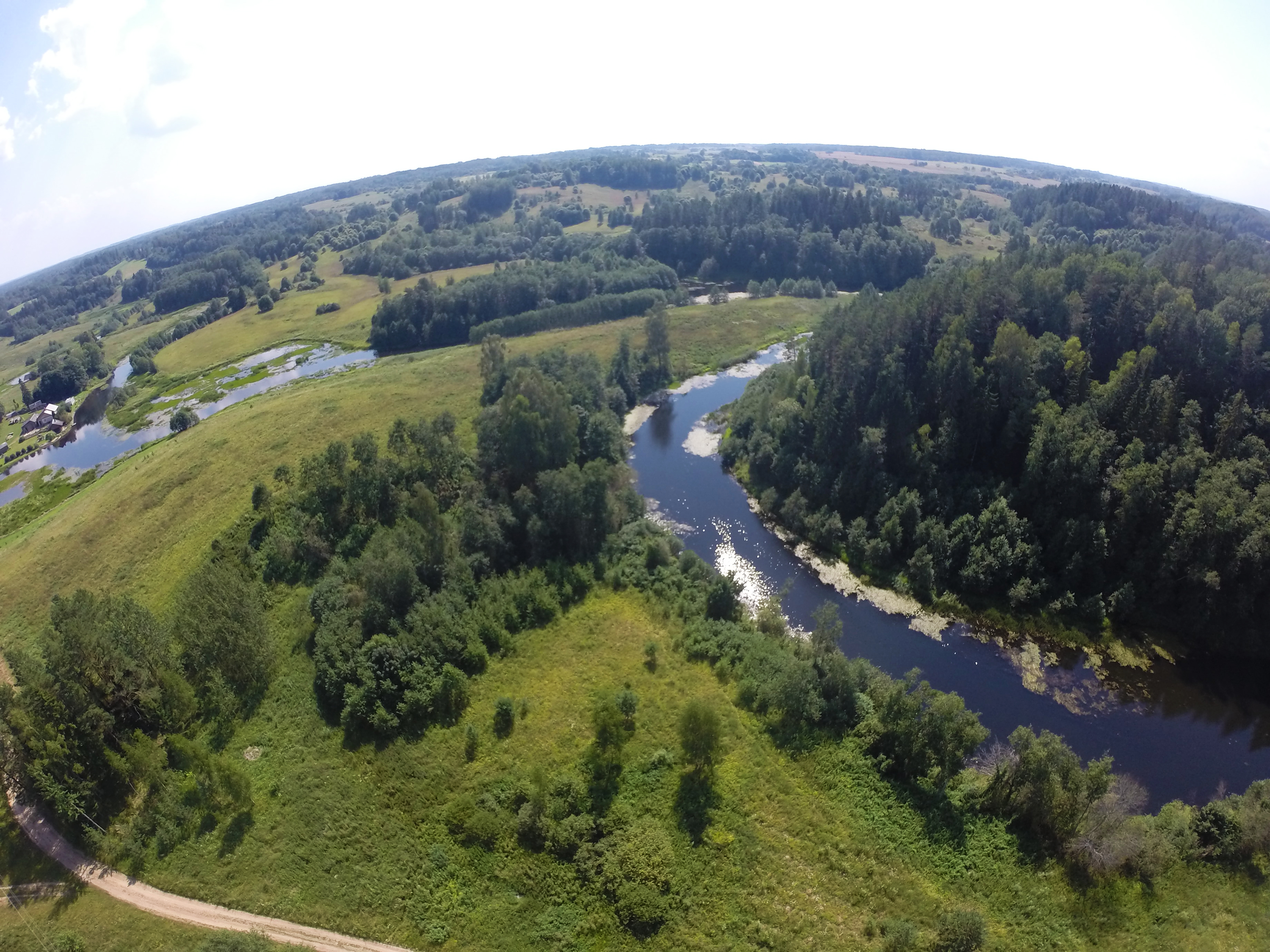
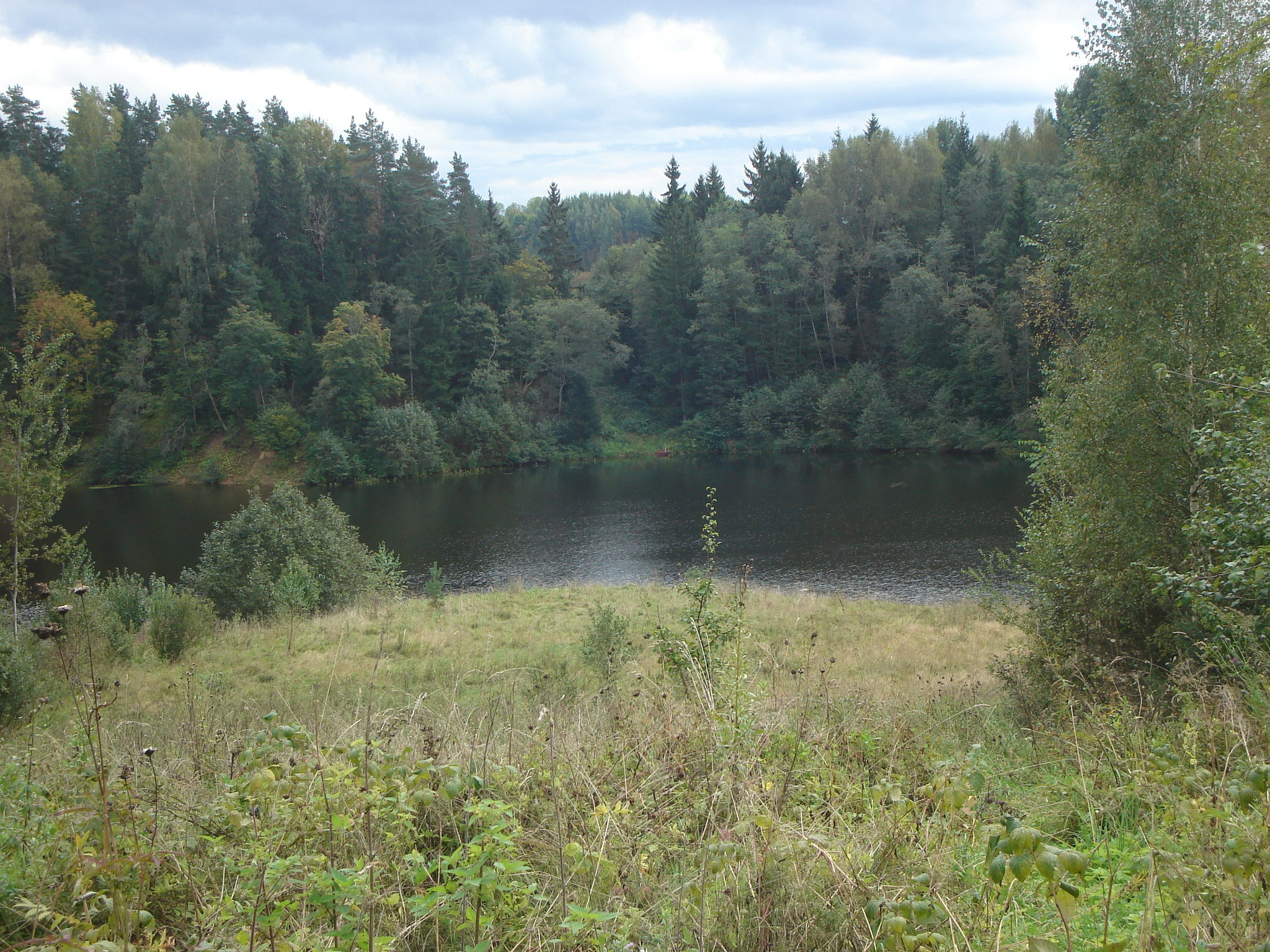
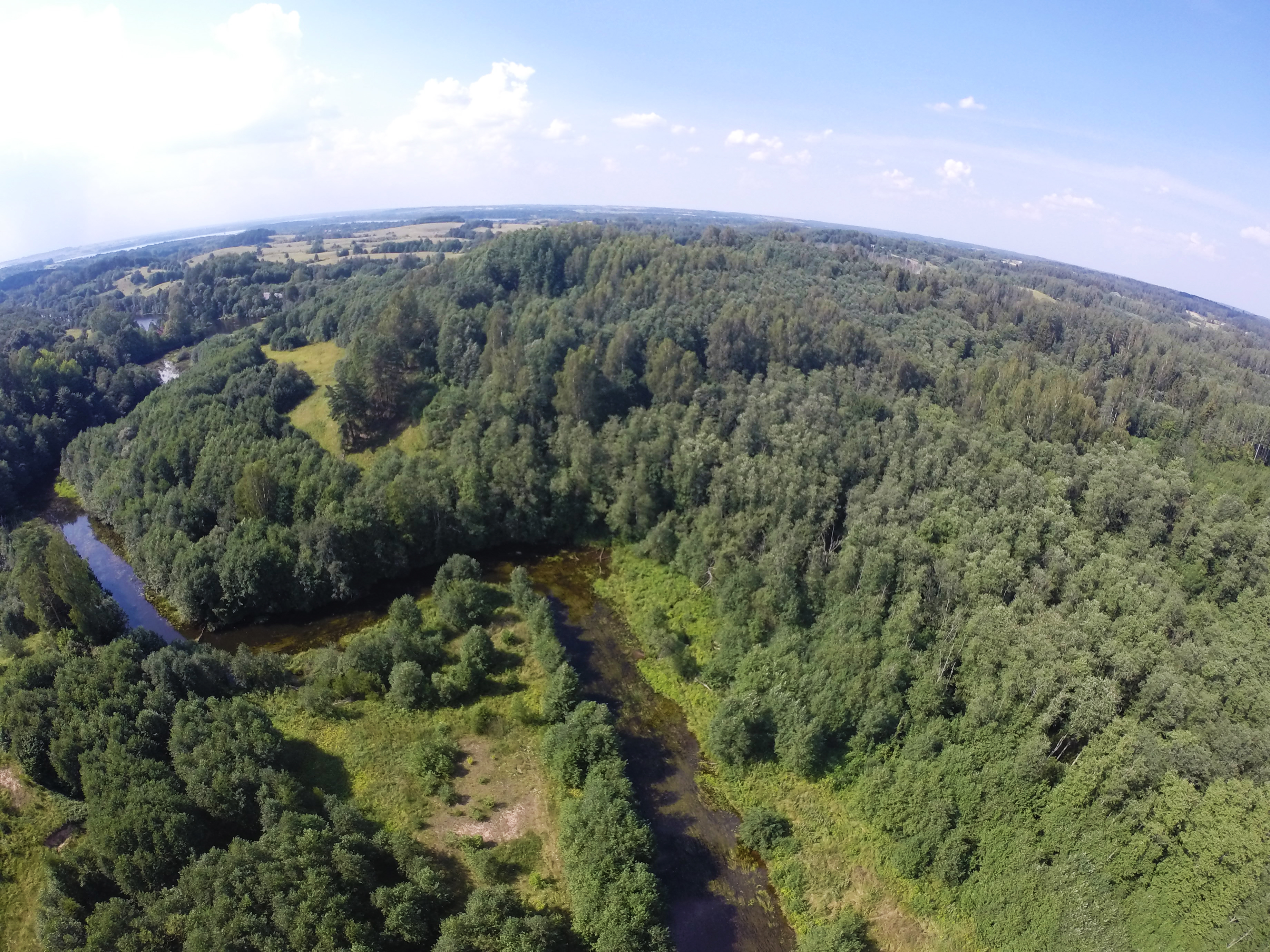